# George L. Lewis
George L. Lewis (* um 1915; † nach 1949) war ein indischer Badmintonspieler.

## Karriere
George Lewis war der bedeutendste Badmintonspieler in Indien in der Zeit vor dem Zweiten Weltkrieg. Von 1936 bis 1940 gewann er fünf Herreneinzeltitel in Folge. Drei weitere Titel gewann er im Mixed mit Novina George, mit welcher er auch 1949 seinen letzten großen Erfolg feierte. Später wanderte er nach Kanada aus.

## Sportliche Erfolge
| Saison | Veranstaltung                 | Disziplin    | Platz | Partner/in     |
| ------ | ----------------------------- | ------------ | ----- | -------------- |
| 1936   | Indien: Einzelmeisterschaften | Herreneinzel | 1     |                |
| 1937   | Indien: Einzelmeisterschaften | Mixed        | 1     | Novina George  |
| 1937   | Indien: Einzelmeisterschaften | Herreneinzel | 1     |                |
| 1938   | Indien: Einzelmeisterschaften | Mixed        | 1     | Novina George  |
| 1938   | Indien: Einzelmeisterschaften | Herreneinzel | 1     |                |
| 1938   | Indien: Einzelmeisterschaften | Herrendoppel | 1     | Kartar Singh   |
| 1939   | Indien: Einzelmeisterschaften | Herreneinzel | 1     |                |
| 1943   | Indien: Einzelmeisterschaften | Herrendoppel | 1     | Devinder Mohan |
| 1945   | Indien: Einzelmeisterschaften | Herrendoppel | 1     | Devinder Mohan |
| 1949   | Indien: Einzelmeisterschaften | Mixed        | 1     | Novina George  |